# International Linear Collider

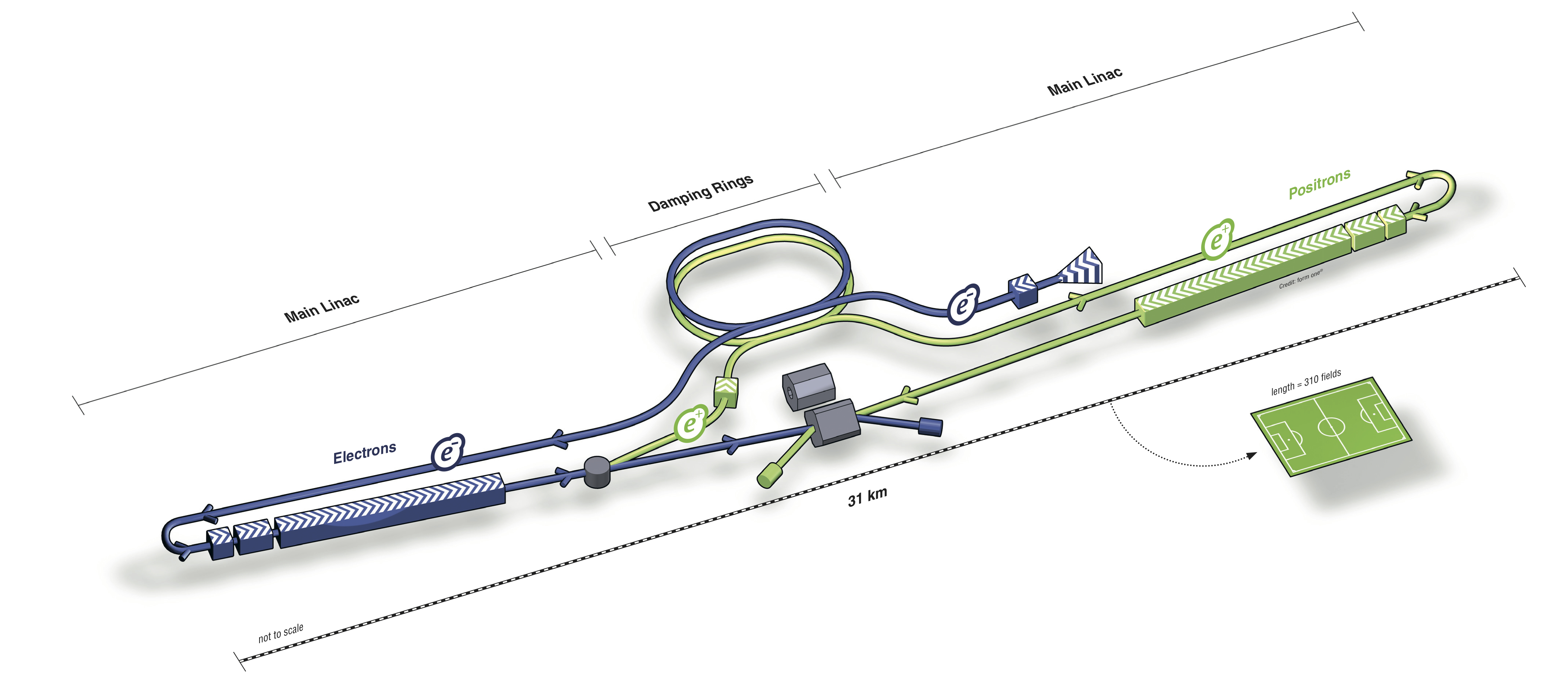
Schematische Übersicht des geplanten ILC

Der International Linear Collider (ILC) ist ein geplanter Linearbeschleuniger für Elektronen und Positronen mit einer Schwerpunktsenergie von 500 GeV und einer Gesamtlänge von 34 km. Als möglicher Standort wird die Präfektur Iwate im Norden Japans diskutiert.
Der ILC wäre ein Nachfolgeprojekt für den Large Electron-Positron Collider (LEP), an dem die bisher höchste Energie für Elektron-Positron-Kollisionen von 209 GeV erreicht wurde.
Im Dezember 2018 sprach sich ein Komitee von japanischen Naturwissenschaftlern, die das Projekt begutachtete, gegen den Bau aus. Die Kosten von geschätzt 32 Milliarden Euro wären zu hoch im Vergleich zum erwarteten Erkenntnisgewinn. Der Bau des ILC steht damit in Japan vor dem Aus. Eine Rolle spielte dabei auch, dass am LHC bis auf die Entdeckung des Higgs-Teilchens keine großen Neuentdeckungen gemacht wurden.

## Übersicht
Der ILC ist ein Projektvorschlag für einen Elektron-Positron-Beschleuniger, dessen Schwerpunktsenergie mit mindestens 500 GeV weit über der bisher erreichten Energie für Elektron-Positron-Kollisionen von 209 GeV liegt. Damit wäre es erstmals möglich, die Eigenschaften des Higgs-Bosons und des Top-Quarks an einem Elektron-Positron-Beschleuniger zu untersuchen, was andere und genauere Messungen erlaubt als an einem Proton-Beschleuniger wie dem Tevatron oder dem Large Hadron Collider (LHC), an denen diese Teilchen zuerst nachgewiesen wurden. Ein weiterer Forschungsgegenstand wird die Suche nach neuen, unbekannten Elementarteilchen sein.
Im Unterschied zu dem bisher höchstenergetischen Elektron-Positron-Beschleuniger LEP ist der ILC kein Kreisbeschleuniger, sondern ein Linearbeschleuniger. Damit wird die Begrenzung der Strahlenergie bei Kreisbeschleunigern überwunden, die aus dem zunehmenden Energieverlust durch Synchrotronstrahlung resultiert.
Um Energieverluste zu minimieren, ist geplant, supraleitende Beschleunigermodule aus Niob einzusetzen, die bei einer Temperatur von 2,0 K (−271 °C) betrieben und mit flüssigem Helium gekühlt werden.
Der Beschleuniger besteht aus zwei, jeweils ca. 17 km langen Armen. Im Hauptbeschleuniger des einen Arms werden Elektronen, im anderen Positronen auf eine Energie von 250 GeV beschleunigt. Diese Strahlen werden in einem Strahlfokussierungssystem gebündelt und im Wechselwirkungspunkt zur Kollision gebracht. Es ist geplant, zwei Detektoren zu bauen, die im Wechsel in die Wechselwirkungszone geschoben werden können, um Daten zu nehmen.

## Der Beschleuniger
Anders als bei Ringbeschleunigern wie dem LHC lassen sich beschleunigte Teilchen nur einmal verwenden, es müssen also ständig neue Teilchen beschleunigt werden. Dazu werden zunächst alle 200 ms insgesamt 1312 Gruppen von Elektronen („Bunches“) aus einer Photokathode freigesetzt. Diese werden auf 5 GeV beschleunigt und gelangen in einen Speicherring („Damping Ring“), in dem sie innerhalb von 200 ms komprimiert werden. Dies ist nötig, um die geplanten hohen Kollisionsraten zu erreichen. Anschließend werden die Elektronen an ein Ende des langen Beschleunigertunnels geleitet und von dort aus in Richtung Kollisionspunkt beschleunigt.
Nach der Beschleunigungsstrecke werden die Elektronen durch einen Undulator geleitet und setzen dabei Gammastrahlung frei. Diese wird auf eine Titanplatte geleitet, wo über Paarerzeugung Positronen und Elektronen erzeugt werden. Die Positronen werden ebenfalls in einen Speicherring geleitet und innerhalb von 200 ms verdichtet. Danach werden sie zum anderen Ende des Beschleunigertunnels geführt und von dort aus beschleunigt. Sie erreichen den Kollisionspunkt 200 ms nach den Elektronen, mit denen sie erzeugt wurden – sie treffen also auf die Elektronen des nächsten Zyklus.
Zwischen den Beschleunigungsstrecken und dem Kollisionspunkt werden für Elektronen und Positronen jeweils ein 2,2 km langes „beam delivery system“ gebaut, das die Teilchenpakete auf eine Länge von 0,3 mm, eine Breite von 700 nm und eine Höhe von 6 nm komprimiert.
Die Beschleunigertunnel, der Hauptteil des ILCs, soll mit einer Länge von bis etwa 31 km mehr als zehnmal so lang wie die des Linearbeschleunigers SLAC in Kalifornien sein. Mit der Fertigstellung ist nicht vor 2019 zu rechnen. Die supraleitende Technologie für den Beschleuniger wird bereits an dem Freie-Elektronen-Laser FLASH am DESY in Hamburg erprobt und wird auch in dem europäischen Röntgenlaserprojekt XFEL Verwendung finden.
Geplant ist, den ILC mit zwei Detektoren auszurüsten. Da die Teilchenstrahlen nur an einem Punkt kollidieren, werden die Detektoren seitlich verschiebbar sein und können sich somit mit den Messungen abwechseln.

## Forschungsziele
Der ILC wird Elektronen und Positronen mit Schwerpunktsenergien zwischen 200 und 500 GeV kollidieren, ein Ausbau auf 1000 GeV (1 TeV) ist möglich.
Die zentralen Forschungsziele sind
- Präzisionsmessungen der Eigenschaften des Higgs-Bosons, insbesondere Masse und Zerfallsbreiten,
- Präzisionsmessungen der Eigenschaften des Top-Quarks, insbesondere Masse und Kopplungen,
- Suche nach bisher unbekannten Elementarteilchen, zum Beispiel supersymmetrische Partner von Elementarteilchen.

### Untersuchungen des Higgs-Bosons
Das Higgs-Boson wurde 2012 am Beschleuniger LHC des CERN in Genf entdeckt. Das Higgs-Boson nimmt im Standardmodell der Elementarteilchenphysik eine Sonderstellung ein. Es ist das einzige Teilchen ohne Spin (Eigendrehimpuls). Die Existenz des Higgs-Bosons ist eine Konsequenz des Higgs-Mechanismus, der erklärt, weshalb elementare Teilchen wie Elektronen, Quarks sowie die Träger der schwachen Wechselwirkung Masse besitzen. Das erklärt insbesondere, warum die schwache Wechselwirkung, die z. B. für den radioaktiven Beta-Zerfall verantwortlich ist, so schwach und kurzreichweitig ist: Die Kopplung an das Higgs-Feld führt dazu, dass die W- und Z-Bosonen, die die schwache Wechselwirkung vermitteln, eine Masse von 80 bzw. 91 GeV haben und deshalb nur über extrem kurze Distanzen von ca. 10−17 m (1/100 Protonradius) ausgetauscht werden können.
Im Standardmodell der Teilchenphysik existiert das sogenannte Hierarchieproblem: Quantenkorrekturen führen dazu, dass die Masse des Higgs-Bosons stark sensitiv auf die Energieskala ist, an der das Standardmodell seine Gültigkeit verliert. Viele Lösungsansätze für das Hierarchieproblem basieren auf der Annahme neuer Elementarteilchen (z. B. supersymmetrische Partner), oder neuer Wechselwirkungen. In solchen Fällen erwartet man etwas andere Eigenschaften des Higgs-Bosons, zum Beispiel andere Verzweigungsverhältnisse in verschiedene Zerfallskanäle als sie das Standardmodell vorhersagt. Deshalb ist eine genaue Messung dieser Verzweigungsverhältnisse von fundamentaler Bedeutung.

### Untersuchungen des Top-Quarks
Das Top-Quark ist mit einer Masse von 173 GeV (was in etwa der Masse eines Gold-Atoms entspricht) das bei weitem schwerste Quark, und das schwerste bekannte Elementarteilchen überhaupt. Aufgrund der großen Masse koppelt das Top-Quark stärker als alle anderen Teilchen an das Higgs-Boson, und es trägt besonders stark zu Quantenkorrekturen von Eigenschaften anderer Elementarteilchen bei, zum Beispiel zur Masse des W-Bosons.
Top-Quarks können an einem Elektron-Positron-Beschleuniger paarweise produziert werden (als Paar eines Top-Quarks und eines Top-Antiquarks), wenn die Schwerpunktsenergie oberhalb der sogenannten Top-Schwelle bei der doppelten Top-Masse von 346 GeV liegt.
Bei früheren Elektron-Positron-Beschleunigern reichte die Energie zur Top-Paarerzeugung nicht aus, erst der ILC würde diese Messung ermöglichen.
Eine Messung der Erzeugungsrate in Abhängigkeit von der Schwerpunktsenergie zeigt im Bereich um die Top-Schwelle einen steilen Anstieg, dessen Position und Höhe sehr genau durch die Theorie vorhergesagt werden und dadurch eine hochgenaue Messung der Masse und der Zerfallsbreite des Top-Quarks ermöglichen.
Messungen der Verteilung der Flugrichtungen der Top-Quarks (der Erzeugungswinkel) geben Aufschluss über die verschiedenen Kopplungen von links- und rechtshändigen Top-Quarks an Z-Bosonen. Auch diese Messung ist ein empfindlicher Test der Vorhersagen des Standardmodells, und Abweichungen würden Rückschlüsse auf Physik jenseits des Standardmodells geben.

### Suche nach unbekannten Elementarteilchen
Der ILC wäre mit einer Schwerpunktsenergie von 500 GeV in der Lage, Teilchen-Antiteilchen-Paare neuer, unbekannter Teilchen mit einer Masse bis zu 250 GeV (das entspricht etwa der Masse eines Uranatoms) zu produzieren, nach einem Ausbau auf 1 TeV Schwerpunktsenergie würde sich dieser Bereich verdoppeln. Daher wird die Suche nach neuen Teilchen ein Schwerpunkt der Forschung am ILC sein, wie an jedem Teilchenbeschleuniger, der eine höhere Energie erreicht als frühere Anlagen.
Um ein neues Teilchen entdecken zu können, muss dieses hinreichend oft erzeugt werden, und Ereignisse mit dem neuen Teilchen müssen sich hinreichend sicher von anderen Ereignissen unterscheiden (qualitativ oder quantitativ). Daher ist die verfügbare Schwerpunktsenergie nur ein Parameter, der die Aussicht beeinflusst, neue Teilchen zu finden. Andere Parameter sind der Typ der Strahlteilchen (Elektronen und Positronen oder Quarks bzw. Gluonen aus Protonen) und die Rate, mit der andere Ereignisse (sogenannter Untergrund) erzeugt werden. Obwohl der LHC-Beschleuniger am CERN schon jetzt Teilchen mit Massen oberhalb von 250 GeV oder 500 GeV erzeugen kann, sagen einige Theorien Teilchen mit geringeren Massen voraus, die voraussichtlich erst am ILC aufgrund der geringeren Untergrundrate entdeckt oder dort genauer untersucht werden könnten.
In vielen Modellen sind Daten von einem Elektron-Positron-Beschleuniger unbedingt notwendig, um die Existenz neuer Teilchen in bestimmten Massenbereichen sicher nachweisen oder ausschließen zu können. Dies gilt auch für viele Modelle im Bereich der Supersymmetrie, in denen je nach den Werten einiger Parameter auch vergleichsweise leichte Teilchen unter Umständen in Proton-Proton-Kollisionen zu selten erzeugt werden oder zu unauffällige Signale erzeugen, um sicher nachgewiesen zu können. Ein Elektron-Positron-Beschleuniger mit möglichst großer Schwerpunktsenergie wie der ILC wäre damit komplementär zum LHC.

### Verhältnis zum Large Hadron Collider (LHC)
Der Large Hadron Collider (LHC) ist seit 2008 im Betrieb und erreicht bei der Kollision von Protonen mit Protonen eine Schwerpunktsenergie von 13 TeV, womit potentiell auch Teilchen erzeugt werden können, deren Masse zu groß ist, um sie beim ILC direkt erzeugen zu können. Verglichen mit einem Proton-Proton-Beschleuniger hat ein Elektron-Positron-Beschleuniger mehrere Eigenschaften, die seinen Einsatz trotz der im Regelfall geringeren Schwerpunktsenergie attraktiv machen:
- Bei der Vernichtung von Elektronen mit Positronen steht die gesamte Schwerpunktsenergie für die Erzeugung neuer Teilchen zur Verfügung, während bei Proton-Proton-Kollisionen und Proton-Antiproton-Kollisionen Gluonen oder Quark-Antiquark-Paare vernichtet werden, die nur einen (a priori unbekannten) Teil der Schwerpunktsenergie tragen. Dadurch ist die effektive Schwerpunktsenergie in Proton-Proton-Kollisionen um etwa eine Größenordnung geringer als die nominelle Schwerpunktsenergie.
- Durch die komplette Vernichtung der Elektron-Positron-Paare ist die gesamte Energie und der gesamte Impuls der entstehenden Teilchen bekannt. Unsichtbare Teilchen wie Neutrinos können dadurch aufgrund ihres Rückstoßes nachgewiesen und vermessen werden (Rückstoßmethode, engl. recoil method).
- Proton-Proton-Kollisionen erfolgen dominant über die Streuung von Quarks und Gluonen untereinander, was zu großen Raten von Ereignissen mit teils hochenergetischen Teilchenjets führt, die für den Nachweis und die Untersuchung neuer Teilchen einen störenden Untergrund darstellen und hohe Anforderungen an den Betrieb der Detektoren stellt. Demgegenüber ist die Untergrundrate in Elektron-Positron-Kollisionen um mehrere Größenordnungen geringer. Dieser geringere Untergrund macht es möglich, seltenere Ereignisse oder solche mit weniger prägnanten Signaturen noch nachzuweisen, die sich in  Proton-Proton-Kollisionen nicht mehr vom Untergrund trennen lassen.

Insgesamt sind Elektron-Positron-Beschleuniger wie der ILC und Proton-Proton-Beschleuniger wie der LHC komplementäre Forschungsgeräte; Elektron-Positron-Beschleuniger haben Vorteile in der Genauigkeit und bei der Untersuchung seltener Ereignisse, insbesondere wenn diese durch die elektroschwache Wechselwirkung vermittelt werden, während Proton-(Anti)Proton-Beschleuniger wie der LHC höhere Energien erreichen und insbesondere bei der Untersuchung stark wechselwirkender Teilchen wie schweren Quarks (oder deren hypothetische Superpartner, die Squarks) Vorteile bieten.